# Chato (Distrikt)
Chato ist ein Distrikt der Region Geita in Tansania mit dem Verwaltungszentrum in der Stadt Chato. Im Nordosten grenzt der Distrikt an den Victoriasee, im Osten an den Distrikt Geita, im Süden an die Distrikte Mbogwe und Bukombe und im Westen an die Region Kagera.

## Geographie
Der Bezirk ist 3572 Quadratkilometer groß und hat 584.963 Einwohner (Volkszählung 2022). Er liegt im Nordwesten von Tansania am Südufer des Victoriasees, auf einem Hochplateau in einer Höhe von rund 1200 Meter, nur wenig höher als der See. Im Nordwesten steigt das Land auf über 1400 Meter an.
Das Klima ist tropisch, Aw nach der effektiven Klimaklassifikation. Monate mit wenig Niederschlag sind Juni, Juli und August, ansonst regnet es monatlich 100 Millimeter und mehr. Insgesamt fallen jährlich etwa 1000 Millimeter Regen bei einer fast konstanten Durchschnittstemperatur von 21 bis 23 Grad Celsius.

## Geschichte
Im Jahr 2006 entstand der Distrikt aus der Teilung des früheren Distrikts Bihartari. Geita war Teil der Region Kagera, im Jahr 2012 wurde der Distrikt ein Teil der neu gegründeten Region Geita.

## Verwaltungsgliederung
Der Distrikt wird in 23 Bezirke (Wards) gegliedert:
- Bukome
- Buseresere
- Butengorumasa
- Buziku
- Bwanga
- Bwera
- Bwina
- Bwongera
- Chato
- Ichwankima
- Ilemela
- Ilyamchele
- Iparamasa
- Kachwamba
- Kasenga
- Katende
- Kigongo
- Makurugusi
- Minkoto
- Muganza
- Muungano
- Nyamirembe
- Nyarutembo

| Die Anzahl der Einwohner stieg von 250.334 im Jahr 2002 auf 365.127 im Jahr 2012. Das entspricht einem jährlichen Wachstum von 3,8 Prozent und bedeutet, dass sich die Bevölkerung alle 18 Jahre verdoppelt. Im gleichen Zeitraum sank die Anzahl der über fünfzehnjährigen Analphabeten von 42 auf 34 Prozent. Von den über Fünfjährigen konnte die Hälft Swahili lesen, zusätzlich sechs Prozent Englisch und Swahili. Bei der Volkszählung 2022 lebten 584.963 Menschen in 110.156 Haushalten. | Hier fehlt eine Grafik, die leider im Moment aus technischen Gründen nicht angezeigt werden kann. Wir arbeiten daran! |

- Bildung: In Chato gibt es 131 Grundschulen und 27 weiterführende Schulen (Stand 2019).[9]
- Gesundheit: Ein Krankenhaus, vier Gesundheitszentren und 31 Apotheken sichern die medizinische Versorgung der Bevölkerung (Stand 2019).[9]

| - Landwirtschaft: Von den 267.900 Hektar, die für die Landwirtschaft geeignet sind, werden 37 Prozent bewirtschaftet. Über achtzig Prozent der Haushalte beschäftigen sich mit der Landwirtschaft. Für den Eigenbedarf werden hauptsächlich Mais, Reis, Hirse, Maniok, Bohnen und Süßkartoffeln angebaut. Überschüsse und Baumwolle, Tabak und Sonnenblumen werden verkauft. Rund 80.000 Hektar sind zum Weiden geeignet. Von den 60.000 Haushalten beschäftigen sich 27.000 mit der Nutztierhaltung. Überwiegend werden Hühner, Rinder und Ziegen gehalten (Stand 2012). - Fischerei: Zur Distriktfläche gehören 896 Quadratkilometer Wasserfläche auf dem Victoriasee, wo Fischfang betrieben wird. Daneben bewirtschaften 3336 Fischer auch Fischteiche an der Küste und in Reisfeldern oder fischen in Flüssen (Stand 2019). | Hier fehlt eine Grafik, die leider im Moment aus technischen Gründen nicht angezeigt werden kann. Wir arbeiten daran! |

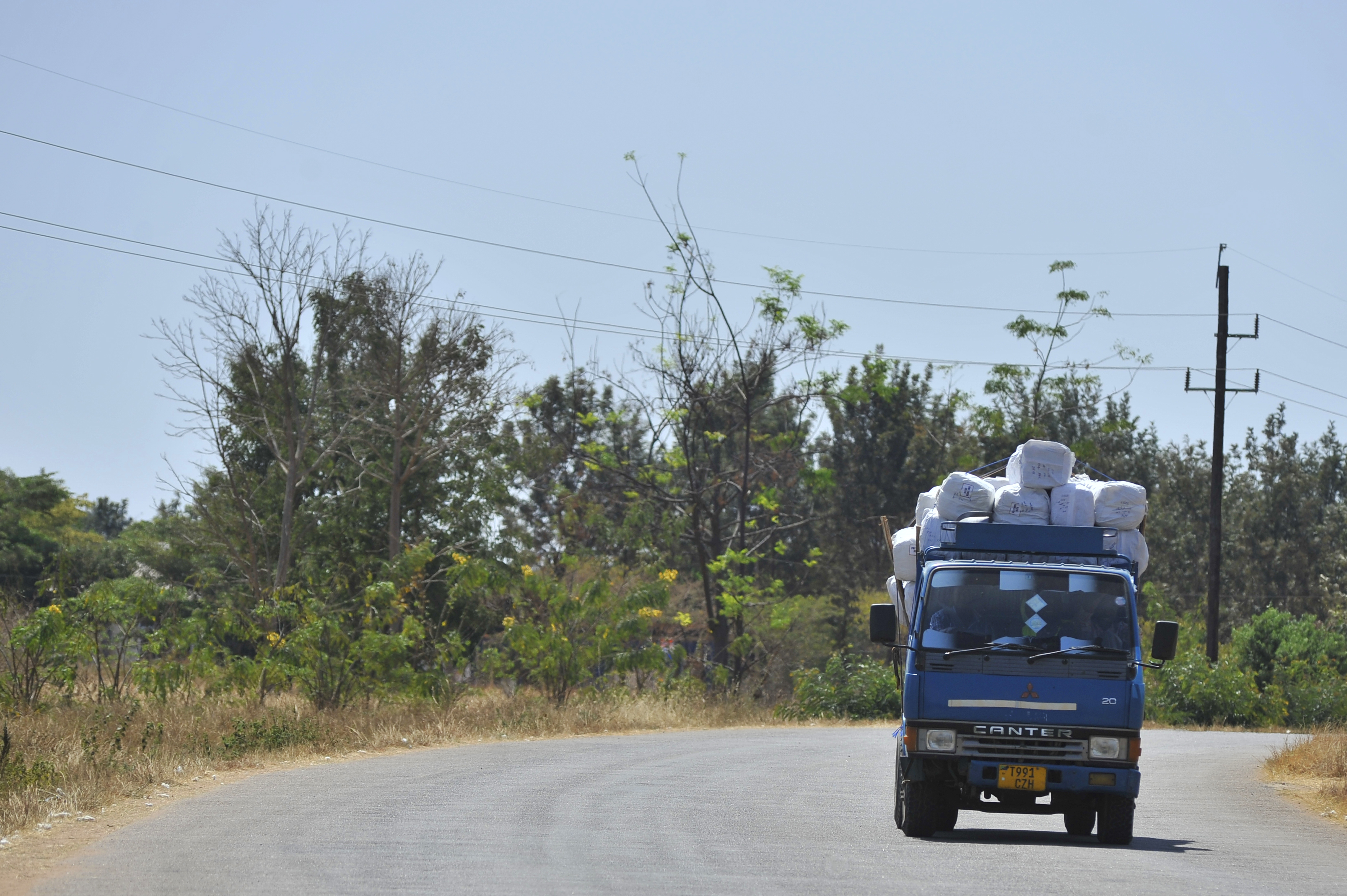
Landstraße in Chato

- Straßen: Die wichtigste Verkehrsverbindung ist die Nationalstraße T4 von Mwanza nach Bukoba, die den Süden des Distriktes durchquert. Von der T4 zweigt bei Bwanga eine Regionalstraße ab, die den Victoriasee entlang nach Norden nach Chato und weiter nach Biharamulo führt.[13][4]

## Naturschutzgebiete, Sehenswürdigkeiten
- Victoriasee: Im Nordosten hat der Distrikt Zugang zum Victoriasee. Von hier aus kann auch der Rubondo-Nationalpark per Schiff erreicht werden.[14]
- Biharamulo-Wildreservat: Im Nordwesten hat Chato Anteil am 1300 Quadratkilometer großen Biharamulo-Wildreservat. Es ist vor allem ein Jagdgebiet auf Antilopen und Zebras, aber beherbergt auch viele Vögel wie Adler, Ibisse und Störche.[15]

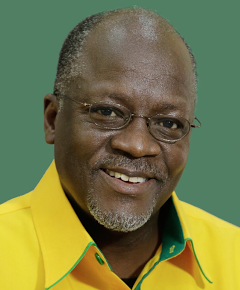
John Magufuli, Präsident von Tansania 2015–2021

## Persönlichkeiten
- John Magufuli, der von 2015 bis 2021 Präsident von Tansania war, wurde in Chato geboren.[16][17][18]